# Нижневартовск
Нижнева́ртовск — город в России, административный центр Нижневартовского района Ханты-Мансийского автономного округа — Югры. Расположен на правом берегу Оби в непосредственной близости от Самотлорского нефтяного месторождения и является одним из крупнейших центров российской нефтяной промышленности.
Начиная с 1960-х годов — эпохи активного освоения нефтегазовых месторождений Западной Сибири — небольшой посёлок стал динамично развиваться и к настоящему времени превратился в современный, комфортный для жизни город.
Население — 283 256 человек (2021). Второй по численности город округа, один из немногих российских региональных городов, превосходящих административный центр своего субъекта федерации (Ханты-Мансийск) как по численности населения, так и по экономическому потенциалу. Один из самых безопасных городов России.

## Этимология
Название Нижневартовска происходит от пригодного для строительства пристани участка берега Оби, носившего название Вартовский Яр (яром в старину называли вогнутый, крутой берег реки), в свою очередь происходящее от Вартовских юрт хантов, известных со второй половины XVIII века. Приставка «Нижне-» обусловлена тем, что в 180 верстах выше по течению Оби находился другой яр с таким же названием. Для отличия от него новая пристань получила название «Нижне-Вартовская», впоследствии перешедшее на основанное при ней поселение.

## Физико-географическая характеристика

### Географическое положение
Нижневартовск расположен в Среднеобской низменности Западно-Сибирской равнины в среднем течении Оби на её правом берегу у границы с Томской областью, на северо-западе Васюганских болот. Географические координаты: 60°57′00″ с. ш. 76°36′00″ в. д.. С конца мая до середины июля в городах этой широты можно наблюдать такое явление, как белые ночи.
| С-З | Надым ~ 1145км Салехард ~ 1485км                                                              | Новый Уренгой ~ 906км | Радужный ~ 175 км | С-В |
| З   | Мегион ~ 30 км Лангепас ~ 118 км Сургут ~ 233 км Нефтеюганск ~ 319 км Ханты-Мансийск ~ 550 км | Роза ветров           |                   | В   |
| Ю-З | Тобольск ~ 761км Тюмень ~ 1000 км                                                             |                       | Стрежевой ~ 72 км | Ю-В |

### Гидрология
Основным водотоком города является река Обь, от устья протоки Светлой до Локосовской протоки. В пределах Нижневартовского района участок среднего течения Оби имеет длину 134 км, ширину поймы — от 18 до 20 км. По характеру водного режима относится к типу рек с весенне-летним половодьем и паводками в тёплый период года. Продолжительность половодья составляет в среднем 60—130 дней. Появление на реках ледовых образований характерно для второй половины октября — начала ноября. Средняя продолжительность ледостава 180—200 дней. В гидрографическом отношении таёжная зона реки Обь резко отличается от примыкающей к ней с юга лесостепной зоны; это отличие, прежде всего, связано с изменением соотношения элементов водного баланса. С заметным увеличением атмосферных осадков, с уменьшением их потерь на испарение, здесь резко возрастает поверхностный сток.
В 2015 году произошло крупнейшее за тридцать лет затопление прилегающих к Нижневартовску территорий, в том числе многочисленных дач и садово-огороднических товариществ. Причиной динамики подъёма уровня воды послужили климатические особенности весеннего периода.Также сильное наводнение было в 2024 году.

### Климат
Климат города — влажный континентальный (Dfc). В разной степени выражены все 4 времени года. Зима — самый продолжительный период, длится со второй половины октября по середину апреля. Это время также довольно холодное, средняя температура января — −20°C. Лето умеренно тёплое. В начале июня часты заморозки, а также они присущи всем летним месяцам в меньшей степени. Весна холоднее осени и сопровождается продолжительными заморозками.
Годовой ход осадков относится к континентальному типу. Большая часть осадков выпадает в летние месяцы, в то же время в зимние — всего около 20 % от годовой суммы. Количество осадков в разные года по месяцам может значительно отличаться от нормы. Устойчивый снежный покров наблюдается с середины октября — начале ноября по конец апреля — начало мая, не смотря на это, последний снег выпадает преимущественно в первые числа июня. В городе преобладает пасмурная погода, среднее количество солнечных дней зимой — 5-7.
Как и весь округ приравнен к районам Крайнего Севера.
- Средняя годовая температура — −0,9°C
- Относительная влажность воздуха — 78 %
- Средняя скорость ветра — 3,5 м/с
- Число солнечных дней в году — 63 дня[13]

| Показатель                                                            | Янв.  | Фев.  | Март  | Апр.  | Май   | Июнь | Июль | Авг. | Сен. | Окт.  | Нояб. | Дек.  | Год   |
| --------------------------------------------------------------------- | ----- | ----- | ----- | ----- | ----- | ---- | ---- | ---- | ---- | ----- | ----- | ----- | ----- |
| Абсолютный максимум, °C                                               | 1     | 3,5   | 9,4   | 21,6  | 30,4  | 34,7 | 34,5 | 32,2 | 27,5 | 23,1  | 5,8   | 3,6   | 34,7  |
| Средняя температура, °C                                               | −19,9 | −16,8 | −7,5  | 0,1   | 7,1   | 15,6 | 18,0 | 14,8 | 8,5  | 0,5   | −10,8 | −16,4 | −0,48 |
| Абсолютный минимум, °C                                                | −50   | −45   | −35,5 | −26,3 | −12,9 | −1,1 | 3,8  | −0,3 | −5,1 | −21,5 | −36,4 | −48,9 | −50   |
| Источник: Архив погоды аэропорта г. Нижневартовска им. В.И.Муравленко |       |       |       |       |       |      |      |      |      |       |       |       |       |

| Показатель                                                                | Янв.  | Фев.  | Март  | Апр. | Май  | Июнь | Июль | Авг. | Сен. | Окт.  | Нояб. | Дек.  | Год   |
| ------------------------------------------------------------------------- | ----- | ----- | ----- | ---- | ---- | ---- | ---- | ---- | ---- | ----- | ----- | ----- | ----- |
| Средний суточный максимум, °C                                             | −9,3  | −5,2  | 0,6   | 8,8  | 18,8 | 26,6 | 25,1 | 22,8 | 16,3 | 2,8   | −5,1  | −4,7  | 8,1   |
| Средняя температура, °C                                                   | −21,2 | −15,2 | −6,5  | 1,9  | 8    | 17   | 17,3 | 14,7 | 8    | −3,1  | −15,4 | −16,7 | −0,9  |
| Средний суточный минимум, °C                                              | −35,5 | −29,4 | −17,2 | −5,9 | −1,3 | 8,2  | 9,7  | 7,6  | 0,9  | −10,3 | −27,9 | −30,1 | −10,9 |
| Норма осадков, мм                                                         | 21    | 17    | 27    | 42   | 53   | 60   | 54   | 69   | 51   | 45    | 36    | 27    | 502   |
| Источник: Погода в мире. Архив погоды в Нижневартовске, Meteoblue(осадки) |       |       |       |      |      |      |      |      |      |       |       |       |       |

| Показатель                                                                            | Янв.  | Фев.  | Март  | Апр. | Май  | Июнь | Июль | Авг. | Сен. | Окт. | Нояб. | Дек.  | Год   |
| ------------------------------------------------------------------------------------- | ----- | ----- | ----- | ---- | ---- | ---- | ---- | ---- | ---- | ---- | ----- | ----- | ----- |
| Средний суточный максимум, °C                                                         | −13   | −11,3 | −4,2  | 1,5  | 10,9 | 18,3 | 22,2 | 18,2 | 10,0 | 1,9  | −8    | −12,1 | 2,96  |
| Средняя температура, °C                                                               | −16,8 | −15,2 | −8,9  | −3,1 | 6,6  | 14,4 | 18,2 | 14,4 | 7,0  | −0,6 | −11,3 | −16,1 | −0,85 |
| Средний суточный минимум, °C                                                          | −21,1 | −19,9 | −14,5 | −8,8 | 1,6  | 9,6  | 13,5 | 10,2 | 3,7  | −3,4 | −15,2 | −20,2 | −5,29 |
| Источник: Метео архив г. Нижневартовска и Нижневартовского района с 1983 по 2005 года |       |       |       |      |      |      |      |      |      |      |       |       |       |

### Растительность
В Нижневартовском районе, как и по всей территории Среднего Приобья, коренными являются кедровые леса, а производными — березняки и осинники, возникшие на их месте. Основу лесов района составляют три породы: сосна, кедр и берёза. Среди лесных формаций по площади доминируют сосняки. Кедровые леса занимают менее четверти покрытой лесом площади. Треть площади занята мелколиственными лесами.
Сосняки встречаются на песчаных и супесчаных сильно подзолистых почвах и приурочены к повышенным участкам рельефа. Наиболее распространённые типы — сосняки лишайниковые и брусничные.
Для кедровников характерным является хорошее развитие травяно-кустарничкового яруса, в котором господствующее значение принадлежит лесным кустарничкам (чернике, бруснике, водянике, багульнику болотному) и таёжному мелкотравью (линнее северной, кислице, майнику двулистному). Кустарники представлены отдельными экземплярами рябиной сибирской. В этих лесах всегда присутствуют зелёные мхи.

### Экология
Причинами загрязнения атмосферного воздуха региона являются: Нижневартовская ГРЭС, котельные установки, сжигание попутного нефтяного газа на факелах, испарение лёгких фракций углеводородов с поверхности аварийных разливов нефти, а также из резервуаров её хранения. Контроль за предельно-допустимых выбросами осуществляется практически на всех стационарных источниках загрязнения. По данным контроля за предельно-допустимыми концентрациями диоксида азота, оксида азота, диоксида серы, оксида углерода, пыли, сажи, углеводородов в воздухе подфакельных зон среднегодовые значения существенно ниже предельно допустимых.
Около 98 % населения района обеспечены планово-регулярной системой сбора и вывоза твёрдых коммунальных отходов, из них 92 % обеспечены централизованной контейнерной системой сбора. В селе Ларьяк (200 км к востоку) действует установка для сжигания твёрдых бытовых отходов.
Информация об экологической обстановке регулярно транслируется по местному телевидению (последняя информация была опубликована в 2020 году).

## История

### Основание пристани
В 1799 существовало поселение под названием Вартовские юрты (7 дворов), население которого было приписано к Богоявленской церкви Ваховской волости. Вартовский Яр как пригодное для швартовки пароходов место упоминается с середины 1870-х годов. В 1888 году здесь была основана Нижне-Вартовская пристань. Первоначально пристань была только хозяйственным объектом, но в начале XX века (по различным сведениям, в 1905 или в 1909 году) около неё возникло постоянное поселение, на 1911 год состоявшее из трёх дворов с 17 жителями. В период 1909—1917 годы село Вартовское ниже реки Оби входило в Тобольскую губернию, Сургутского уезда, Локосовской инородческой волости на земском тракте. Однако, в соседней Лумполовской инородческой волости существовала и Верхне-Вартовская юрта при реке Обь.

### Первые годы советской власти
В начале 1924 года образовался Нижневартовский сельский совет. К 1927 году Нижневартовское представляет собой посёлок из 100 дворов. В 1930 году был создан колхоз «Красное Знамя». 24 февраля 1962 года село Нижневартовское стало центром Нижневартовского района.

### Нефтяной бум

#### Предпосылки
В 1934 году академиком И. М. Губкиным впервые было сделано заявление о существовании богатейших нефтегазовых месторождений. В сентябре 1953 года в поселке Березово был получен первый газ.

#### Открытие
1965 год стал знаковым в истории будущего города — открытие Самотлорского нефтяного месторождения предопределило дальнейшую судьбу этой местности. Село Нижневартовское было преобразовано в посёлок Нижневартовский.
В феврале 1965 года Нижневартовск был объявлен комсомольской стройкой, из разных уголков страны сюда поехала не только молодёжь, но и семейные пары. 1 мая 1965 года было создано СМУ-5 (строительно-монтажное управление № 5). Для проживания семейных пар нефтяники выделили шесть палаток и недостроенный барак, где разместилась контора и общежитие холостяков. Руководство НПУ «Мегионнефть» дало задание СМУ-5 на 1965 год: построить баню, детский сад, склад для муки и 20 домов, и обустроить Баграсское месторождение. Для обустройства месторождения был выделен один бульдозер, все остальные работы велись вручную.
23 марта 1967 года был открыт Нижневартовский телецентр.

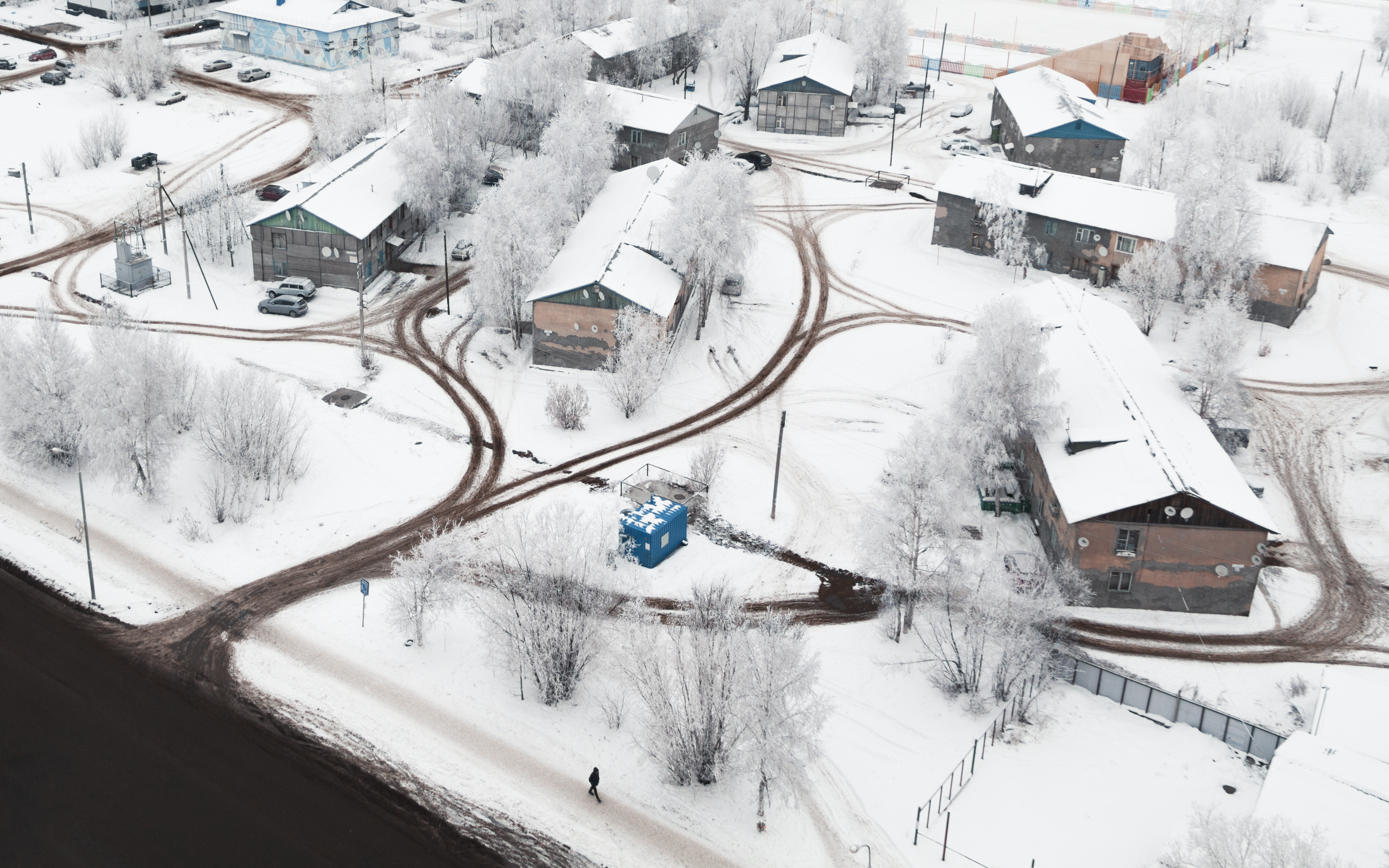
Один из последних домов-«времянок» в центре города (ул. Таёжная

В декабре 1965 года по инициативе начальника НПУ Мегионнефть Б. И. Осипова в посёлке появилась поликлиника.
Распоряжением Осипова строящийся учебный комбинат был отдан под школу. В конце октября 1966 года дала тепло не запланированная котельная. К 7 ноября детский сад принял детей, заработала баня. Через год здание, которое строилось под «целевой» объект — морг, превратилось в телестудию. Под новый год нефтяники смонтировали телевышку-«буровую». В феврале 1967 года окно в мир было «пробито», жители городов Нижневартовска и Мегиона впервые увидели программу центрального телевидения. Вразрез планам государства были построены «Юбилейный», клуб нефтяников, который позже назовут «50 лет ВЛКСМ».
В 1967 году вышло постановление правительства о неотложных мерах по обустройству Самотлорского месторождения в посёлке Нижневартовском. Совет Министров обязал московских, омских, пермских строителей откомандировать на север Тюменской области бригады для строительства города.
В 1971 открыт аэропорт.
9 марта 1972 года Указом Президиума Верховного Совета РСФСР посёлок преобразован в город Нижневартовск. 19 октября того же года открылось воздушное сообщение Нижневартовск — Москва. В 1976 году началась реализация проекта ПДП II[что?].
В 1975—1976 годах построена железная дорога до Сургута, благодаря чему организовано пассажирское движение.
В 1980 году открыто регулярное движение пассажирских поездов до Свердловска (ныне — Екатеринбург). В 2002 году завершено продолжавшееся двадцать лет строительство нового здания вокзала на 900 пассажиров.
С 1975 года проводится фестиваль «Самотлорские ночи», с 1985 года — народный праздник «Сабантуй». В конце 1970-х — начале 1980-х годов, в связи с постепенным истощением нефтепластов в Татарстане и Башкортостане и перемещением центра нефтедобывающей промышленности в Западную Сибирь, в Нижневартовск переселилось много татарских и башкирских нефтяников и их семей, чем объясняется значительный удельный вес татар и башкир в населении Нижневартовска.
В 1978 году из всей добываемой в СССР нефти треть имела самотлорское происхождение. В 1980 году добыта миллиардная тонна нижневартовской нефти, в 1986 году — двухмиллиардная. На 1980 год пришёлся также пик добычи нефти с Самотлорского месторождения — 158,8 млн тонн в год. Позже в связи с истощением месторождений добыча пошла на спад. В сентябре 1985 года Нижневартовск посетил Генеральный секретарь ЦК КПСС М. С. Горбачёв.

Храм Рождества Христова

В 1989 году в городе официально создана православная община, в 1991 — мусульманская. В 1990 году освящён закладной камень, а в 1993 году начато строительство храма Рождества Христова. Освятил храм 4 июля 1999 года архиепископ Тобольский и Тюменский Димитрий.

### Современность
В 2010-х годах город начал активно застраиваться на восток — всего за несколько лет возникло сразу несколько новых микрорайонов. Строительный бум стал крупнейшим со времён 70—80-х годов. Центр города также украсило множество новых зданий, как жилого, так и общественного назначения.
В 2013 году была сформирована концепция Нижневартовской агломерации и её долгосрочного развития, в которую помимо Излучинска, Мегиона, Лангепаса и Радужного также включили относящийся к Томской области город Стрежевой. В 2014 году с последним была налажена прочная автомобильная связь благодаря окончанию строительства моста через реку Вах.
С 2014 до 2024 года были снесены все бараки на территории города. На их месте были построены новые жилые массивы, рябиновый бульвар. Была реконструирована городская набережная, на ней была построена Мечеть.
В 2024 году началась реконструкция Парка Победы.

## Официальные символы города
К официальной городской символике относятся герб и флаг Нижневартовска.
Герб Нижневартовска состоит из трёх частей: узкий золотой столб, поднимающийся от основания герба к вершине, затем переходящий в треугольное поле, на котором изображены три капли нефти, сомкнутые полукольцом, символизирующем трубу; слева — белое поле с елью, символизирующей местную природу; справа — лазурное поле с двумя рыбами, символизирующее Обь и её богатства.
Флаг Нижневартовска в упрощённом виде повторяет мотивы герба.

## Население
| 1959     | 1970     | 1972     | 1975     | 1976     | 1979     | 1982     | 1985     | 1986     | 1987     | 1989     |
| -------- | -------- | -------- | -------- | -------- | -------- | -------- | -------- | -------- | -------- | -------- |
| 2300     | ↗15 663  | ↗26 800  | ↗68 000  | →68 000  | ↗108 740 | ↗151 000 | ↗216 000 | ↘214 000 | ↘212 000 | ↗241 457 |
| 1990     | 1991     | 1992     | 1993     | 1994     | 1995     | 1996     | 1997     | 1998     | 1999     | 2000     |
| ↗249 000 | ↘247 000 | ↘243 000 | ↘242 000 | ↘241 000 | →241 000 | ↘239 000 | ↘235 000 | ↗239 000 | ↘235 600 | ↘233 900 |
| 2001     | 2002     | 2003     | 2004     | 2005     | 2006     | 2007     | 2008     | 2009     | 2010     | 2011     |
| ↗238 100 | ↗239 044 | ↘239 000 | ↗239 800 | ↗240 100 | ↗240 800 | ↗242 000 | ↗243 500 | ↗245 872 | ↗251 694 | ↗252 488 |
| 2012     | 2013     | 2014     | 2015     | 2016     | 2017     | 2018     | 2019     | 2020     | 2021     |          |
| ↗258 780 | ↗263 228 | ↗265 994 | ↗268 456 | ↗270 846 | ↗274 575 | ↗275 429 | ↗276 503 | ↗277 668 | ↗283 256 |          |

На 1 января 2025 года по численности населения город находился на 69-м месте из 1124 городов Российской Федерации.
| Перепись | Перепись | русские | татары | украинцы | башкиры | азербайджанцы | белорусы | прочие | не указали | Всего   |
| -------- | -------- | ------- | ------ | -------- | ------- | ------------- | -------- | ------ | ---------- | ------- |
| 2010     | число    | 154 907 | 22 889 | 14 486   | 7936    | 4585          | 2511     | 21 631 | 22 704     | 251 694 |
| 2010     | %        | 61,56   | 9,10   | 5,76     | 3,15    | 1,82          | 1,00     | 8,6    | 9,02       | 100     |

В 2012 году Нижневартовск в очередной раз стал рекордсменом округа по вводу жилья — 148 000 м². В 2014 году в эксплуатацию было сдано уже 177 300 м².

## Экономика
Наибольшая доля в промышленном комплексе Нижневартовска приходится на предприятия, добывающие полезные ископаемые — 62 % (в 2016 году). На сферу производства и распределения электроэнергии, газа и воды — 28 %, на обрабатывающие производства — 10 %.

### Добыча полезных ископаемых
Основой экономики Нижневартовска является нефтегазовая отрасль, добыча нефти и попутного нефтяного газа. Кроме того, эксплуатируются два газоперерабатывающих комплекса.

### Обрабатывающие производства
К обрабатывающим производствам Нижневартовска относятся производство нефтепродуктов, производство машин и оборудования, производство стройматериалов и производство пищевых продуктов.
В структуре производства пищевых продуктов наибольшую долю занимают колбасные изделия, молочная продукция (прим. в октябре-ноябре 2024 г. закрылся крупнейший молокозавод). Качество выпускаемых товаров и новейшие технологии производства соответствуют мировым стандартам и регулярно отмечаются на всероссийских конкурсах, выставках и ярмарках различных уровней.
Обслуживанием электрохозяйства Нижневартовска занимается ОАО «Горэлектросеть».
В городе работают два мясоперерабатывающих предприятия, птицефабрика, пивоваренный завод, четыре хлебкомбината, рыбоперерабатывающий завод.
Помимо мощного нефтегазового комплекса в Нижневартовске имеется развитая производственная отрасль, а именно строительные организации, заводы по производству строительных материалов. В Нижневартовске создана крупная база производственной индустрии: строительные организации, ремонтные предприятия, предприятия материально-технического снабжения.
В 2013 году Нижневартовск занял 4 место в рейтинге 250 крупнейших промышленных центров России

### Транспорт
Автомобильный
Междугородное и пригородное автобусное сообщение осуществляется от автовокзала Нижневартовска. К пригородному сообщению относятся маршруты в Мегион и ПГТ Излучинск. Междугородные маршруты связывают город с посёлками района, городами Лангепас, Покачи, Когалым, Радужный, Стрежевой, Сургут, Нефтеюганск, Ханты-Мансийск, Тобольск, Тюмень и Курган.
Воздушный

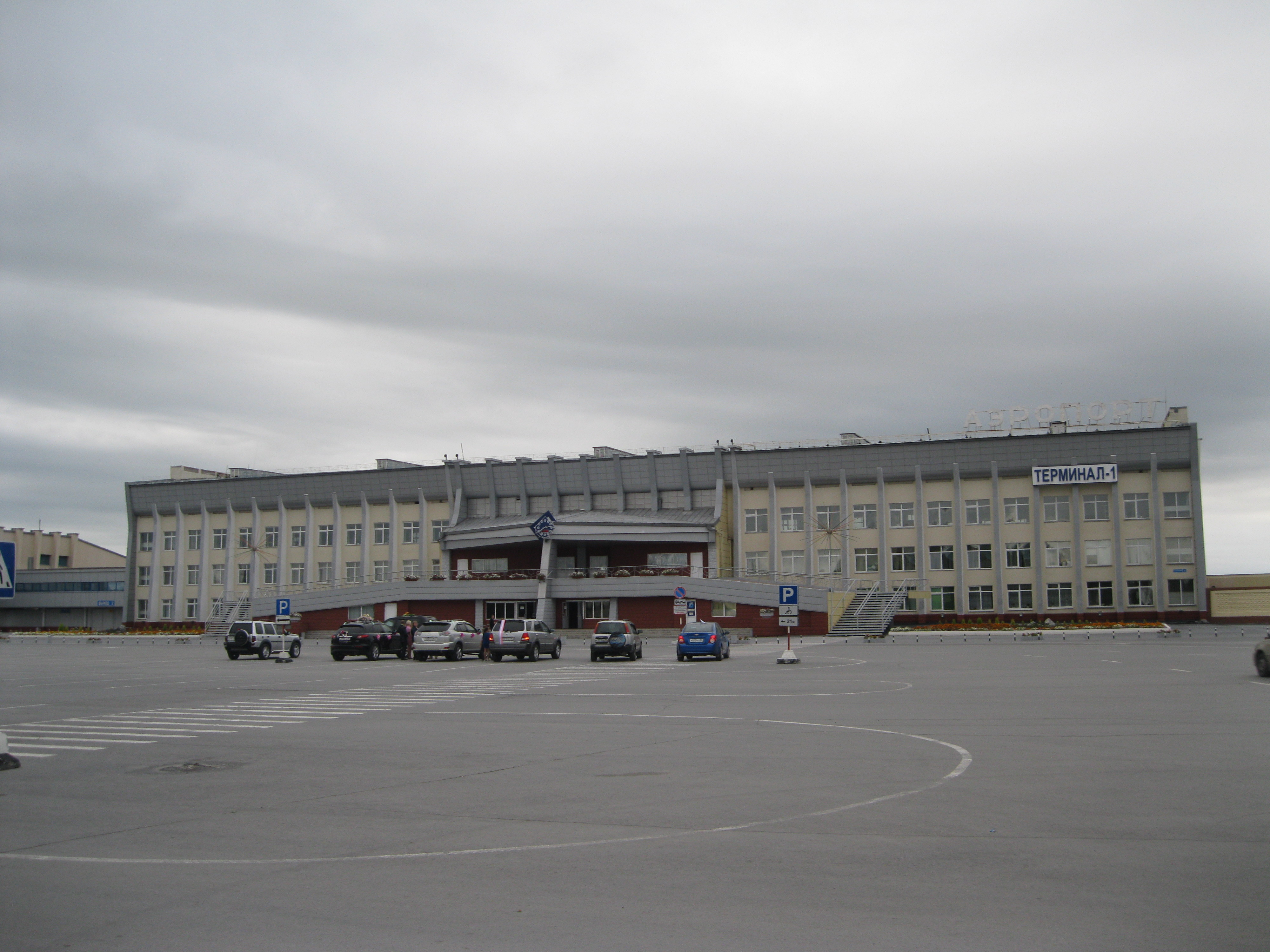
Нижневартовский аэропорт. Терминал № 1

Нижневартовский международный аэропорт связан регулярными воздушными рейсами с Москвой, Анапой, Бугульмой, Екатеринбургом, Ижевском, Иркутском, Казанью, Краснодаром, Красноярском, Новосибирском, Омском, Пермью, Санкт-Петербургом, Сочи, Томском, Тюменью, Уфой, Ханты-Мансийском, а также с Антальей, Баку, Худжантом, Паттайёй (в зимний период).
Перелёты осуществляются авиакомпаниями «Аэрофлот — Российские авиалинии», UTair, S7 Airlines, «ИрАэро», «Ямал», «ЮВТ Аэро», «Ангара», «Нижневартовскавиа».
В аэропорту находится музей под открытым небом, в котором представлена авиатехника, включая редкие экземпляры вертолётов.
Железнодорожный

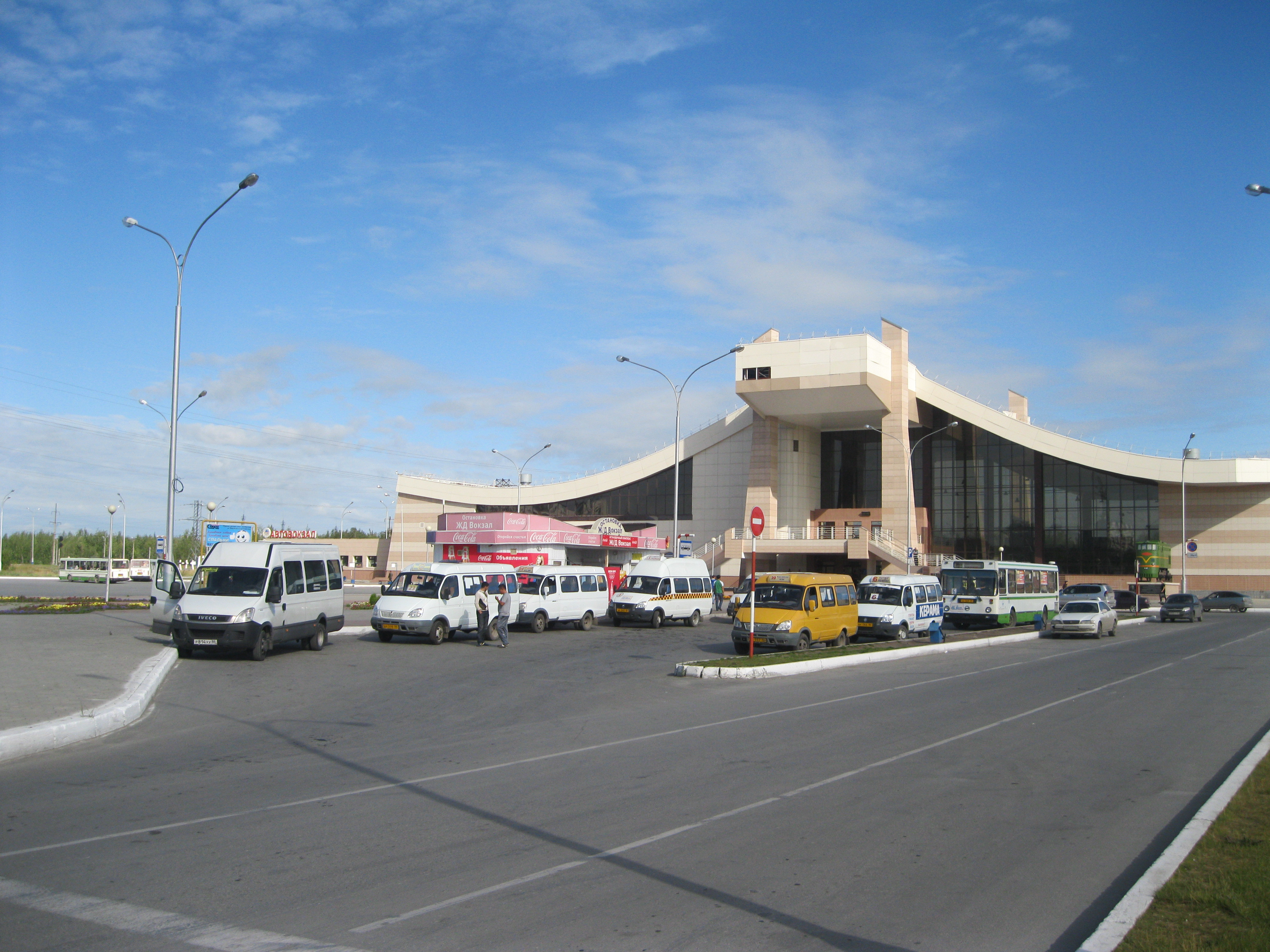
Железнодорожный вокзал Нижневартовска

Строительство железной дороги Тюмень—Сургут—Нижневартовск было частью проекта по освоению севера Тюменской области, основной целью которого было нанизать на себя районы основных нефтяных месторождений. До появления железной дороги в этих местах не имелось никаких других транспортных путей кроме рек. Открытие Самотлора во многом предопределило маршрут будущей дороги. Строительство велось ударными темпами. Первый поезд пришёл в Нижневартовск 14 ноября 1976 года. Современное здание железнодорожного вокзала Нижневартовска возведено в 2002 году. Железнодорожный вокзал Нижневартовска занесён в книгу рекордов Гиннесса как самый большой вокзал на конечной станции.
Водный транспорт
Речной порт города в основном занимается грузоперевозками и осуществляет перевозку пассажиров лишь на коротких маршрутах (с. Вампугол, д. Былино, с. Каргасок, г. Ханты-Мансийск, г. Сургут, г. Томск). Используются теплоходы типа «Восход», «Заря», «Москва».
Городской транспорт

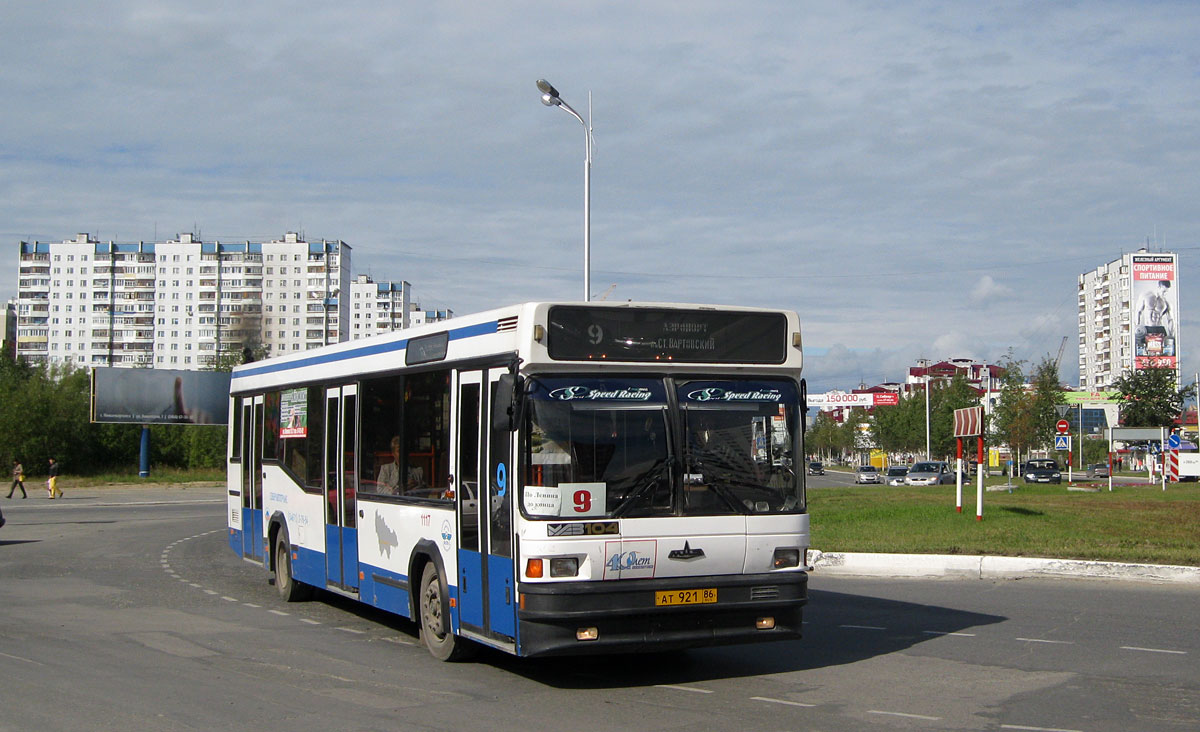
Автобус МАЗ-104 на улице Нижневартовска

Автобусная сеть Нижневартовска состоит из 16 муниципальных внутригородских, 3 дачных, 2 школьных и 2 пригородных автобусных маршрута, обслуживаемые ООО «ПАТП-1» (Городские маршруты 4, 14, 15, 30, дачные 91, 93, школьные 94, 95 и пригородные 101, 103) и ОАО «ПАТП-2» (Городские маршруты 3, 5, 6, 7, 9, 10, 11, 12, 13, 16, 17, 21 и дачный 92). На муниципальных маршрутах курсируют автобусы ЛиАЗ-5256, ЛиАЗ-5293, МАЗ-103, МАЗ-104, МАЗ-206, ПАЗ-32054, ПАЗ-4234 и ПАЗ-3237. Городской муниципальный парк автобусов насчитывает около 160 машин.
Коммерческий транспорт насчитывает 15 маршрутов, обслуживаемых частными предпринимателями, объединённые в компании и обслуживаются микроавтобусами ГАЗель и Ford Transit. Количество техники около 300—350 машин.

## Образование
В городе около шестидесяти учреждений дошкольного образования. В конце 90-х годов большое количество действующих детских садов было расформировано, здания стали использовать под другие организации. Примеры некоторых таких детсадов: № 3 — Гостиница «Башкирия», № 11 — Налоговая инспекция.
На ноябрь 2021 года действуют около сорока общеобразовательных школ: 27 средних школ, 2 гимназии, 3 лицея, 3 казённых общеобразовательных учреждения и 1 частное общеобразовательное учреждение; четыре колледжа среднего профессионального образования:
- Нижневартовский строительный
- Нижневартовский политехнический
- Нижневартовский социально-гуманитарный
- Нижневартовский медицинский

Высшее профессиональное образование
- Нижневартовский государственный университет (до 2013 года Нижневартовский государственный гуманитарный университет)
- Филиал Тюменского индустриального университета
- Филиал Южно-Уральского государственного университета

## Культура

### Театры

#### Городской драматический театр
В 1985 году в Нижневартовске появилась театр-студия «Скворешник», из которой ведёт своё начало Городской драматический театр. На профессиональную основу театр перешёл с осени 1995 года, когда появился стабильный репертуар и сформировалась труппа актёров. Современное здание Городского драматического театра открылось в 2001 году. Театр постоянно принимает участие в российских и зарубежных международных фестивалях, приглашает ведущих театральных критиков. Является организатором международного театрального фестиваля спектаклей малых форм «Северные встречи», принимая на своей сцене российские и зарубежные театры.

#### Нижневартовский театр юного зрителя
Начало истории положил Театра кукол «Барабашка» — спектаклем «Золотой цыплёнок», показанном в 1989 году, когда в городе появился коллектив заслуженного работника культуры Башкирии Юрия Кузнецова. Для артистов приспособили здание бывшего ДК «Юбилейный» по ул. 60 лет Октября, д. 18/1, сделали необходимые пристройки. Название — «Барабашка» придумали через объявление в газету, выбрали из множества вариантов. С тех пор в театре поставлено несколько десятков спектаклей для зрителей разных возрастов.
По несколько постановок для самых маленьких здесь осуществили Игорь Ларин, Игорь Игнатьев и Андрей Ефимов — главный режиссёр театра в сезоне 2011/2012. Коллектив неоднократно принимал участие на фестивале в Тюмени (5 наград «Золотой конёк»), выезжал на гастроли в соседние районы: Тобольск, Новоангарск, Лангепас, Кондинское, Ханты-Мансийск, а также в Омск, Белгород, Варну (Болгария).
 В сезоне 2018/2019 Театр «Барабашка» стал Театром юного зрителя — новый статус позволил ставить больше спектаклей для взрослых, больше стало и вечерних показов. «Театр кукол от нас никуда не уйдёт, поэтому зрители могут не беспокоиться» — заверила режиссёр-постановщик Варвара Шмелёва.

### Музеи

#### Нижневартовский краеведческий музей
Музей был основан 1 ноября 1973 года на общественных началах. С 1 февраля 1978 года музей стал филиалом областного краеведческого музея под названием «Музей освоения нефтяных богатств Среднего Приобья». Музейный фонд в тот период состоял из 2137 предметов. 11 марта 2003 года в составе музейного комплекса был открыт филиал «Музей истории русского быта», который располагается в центре исторического ядра города — Старого Вартовска. Он представляет собой историко-бытовой комплекс, состоящий из деревянного двухэтажного дома и комплекса надворных построек (амбаров, бани, стайки, завозни). В каждом строении размещены музейные экспозиционные комплексы: крестьянская изба и горница, сени, горница зажиточных торговых людей, интерьер комнаты 1930—1940-х годов.

### Фестивали

#### Фестиваль «Самотлорские ночи»
С 1976 года проводится фестиваль искусств, труда и спорта «Самотлорские ночи». Период проведения фестиваля ежегодно в первой декаде июня. Мероприятие обычно подразумевает комплекс различных народных гуляний, концертов, выставок и т. д. Праздник Дружбы Народов проходит на улице с одноимённым названием. Он открывается театрализованным шествием национальных общественных организаций и некоммерческих организаций этнокультурной направленности. В шествии принимают участие ветераны-нефтяники, почётные граждане Нижневартовска, а также представители молодёжных общественных объединений. В день празднования, на улице Дружбы Народов размещаются «этнические площадки», отражающие культуру разных национальностей, проживающих в Нижневартовске. Именно здесь белые ночи длятся дольше всех. В дни фестиваля играются традиционные «самотлорские свадьбы» — молодожёнов приветствует город на празднике «Крепка́ семья — крепка́ держава».
Церемонии открытия и закрытия фестиваля «Самотлорские ночи» как правило, проходят на стадионе «Центральный», при участии творческих коллективов учреждений культуры и образования, а также молодёжных общественных организаций, студентов и школьников города. Помимо этого, часто приглашаются известные музыканты. «Самотлорские ночи» — традиция, заложенная молодыми строителями Нижневартовска. Автором является Евгения Петровна Ардашова — в те годы начальник управления культуры.

### Центр национальных культур

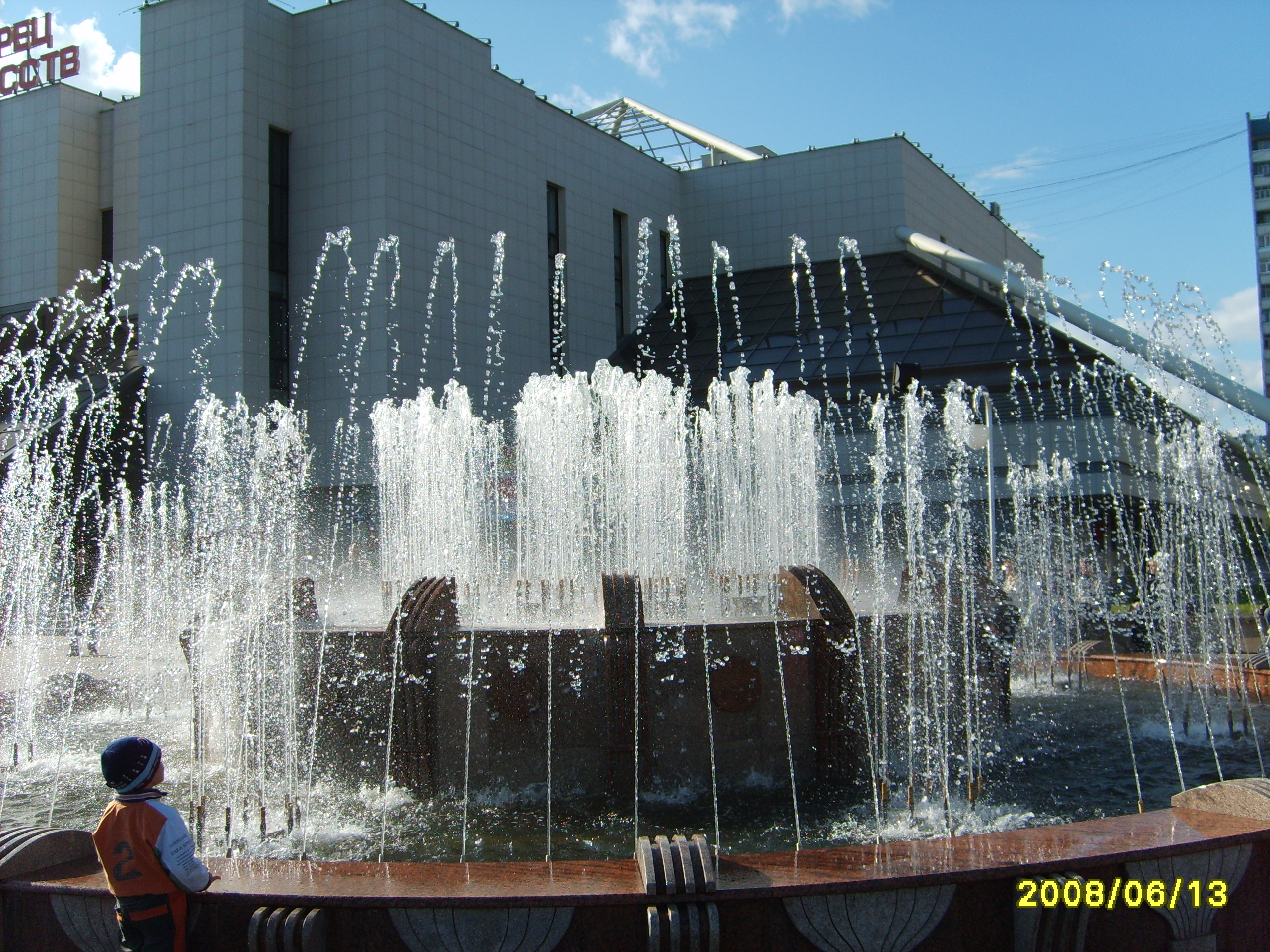
Фонтан перед Дворцом искусств

Центр национальных культур является учреждением, работающим в направлении сохранения традиций, исторического и культурного наследия разных народностей, проживающих на территории Нижневартовска. Вся деятельность учреждения направлена на единение и взаимообогащение культур различных этносов посредством совместной реализации творческих проектов. Ежегодно проводится более 250 мероприятий, среди них: Дни национальных культур, национальные праздники и фестивали, конференции по развитию межнациональных связей и отношений, тематические концерты и литературно-музыкальные гостиные. Одним из приоритетных направлений развития является сохранение и популяризация культуры и искусства коренных малочисленных народов севера — хантов и манси.

### Дворец искусств
Прежнее название — «Дом Техники», концертный зал которого рассчитан принимать звёзд первой величины. Ежегодно во Дворце искусств проводится около 450 мероприятий, которые посещают более 200 тысяч горожан. В разных залах можно провести несколько мероприятий одновременно для трёх тысяч человек. Творческие коллективы являются постоянными участниками мероприятий регионального уровня в Ханты-Мансийске и в других городах округа. Дворец искусств является организатором основных крупномасштабных мероприятий культурной жизни города, таких как: городской Фестиваль искусств, труда и спорта «Самотлорские ночи», «День города», «День нефтяника», «Проводы зимы», «День Победы» и другие.

### Дворец культуры «Октябрь»
Строительство началось в 1974 году в одном из самых зелёных мест Нижневартовска, вблизи Дома Советов. Изначально планировалось возведение кинотеатра на 763 места. В ходе строительства кинотеатр был переформатирован в дворец культуры. Одним из украшений здания является мозаичное панно «Покорителям Сибири и огня», выполненное мастером Николаем Гордеевым. Панно располагается в фойе второго этажа.

## Религия
В Нижневартовске в основном представлены следующие религии: православие, католицизм, ислам.

##### Православные храмы
- Храм Матроны Московский
- Пантелеймоновская церковь
- Храм Александра Невского
- Храм Рождества Христова
- Храм в честь преподобного Сергия Радонежского
- Предтеченская церковь
- Храм-часовня в честь Царственных Страстотерпцев
- Часовня Архангела Михаила
- Никольский храм

##### Католические храмы
- Католический костел святого Николая

##### Мечети
- Махалля
- Мечеть (Местная Мусульманская религиозная организация № 1)

## Спорт
В городе имеются СК «Нефтяник», СОК «Олимпия», ФОК «Арена», СК «Триумф», СК «Юбилейный», Зал международных встреч. В 2020 году был снесён один из первых спорткомплексов города постройки 1980-х годов — «Факел», на его месте планируется возвести новый. Работают спортивные секции самбо, дзюдо, бокса, волейбола, вольной борьбы, хоккея, футбола, лёгкой атлетики, художественной гимнастики, биатлона, туризма, спортивного ориентирования, тхэквондо, плавания.
Спортивные клубы Нижневартовска:
- Волейбольный клуб «Югра-Самотлор»

## Средства массовой информации

### Радио
Вещание в FM диапазоне ведут 18 местных радиостанций, так же возможен приём нескольких радиостанций из Мегиона. Кроме того, обеспечивается вещание общероссийских радиостанций (см. полный перечень в статье радиостанции Тюменской области).
| Радиостанция               | Частота  |
| -------------------------- | -------- |
| Радио Пи FM                | 87,8 FM  |
| Русское Радио              | 88,7 FM  |
| Наше Радио                 | 89,1 FM  |
| Вести FM                   | 89,5 FM  |
| Радио Комсомольская Правда | 89,9 FM  |
| Радио Дача                 | 90,3 FM  |
| Радио ENERGY               | 90,7 FM  |
| Love Radio                 | 101,3 FM |
| Радио Шансон               | 102,1 FM |
| Новое радио                | 102,6 FM |
| Дорожное радио             | 103,1 FM |
| Европа Плюс                | 104,0 FM |
| Авторадио                  | 104,7 FM |
| Радио Югра                 | 105,9 FM |
| DFM                        | 106,3 FM |
| Радио Маяк                 | 106,9 FM |
| Ретро FM                   | 107,4 FM |
| Радио России               | 107,8 FM |

| Радиостанция   | Частота  |
| -------------- | -------- |
| Радио Шансон   | 88,3 FM  |
| Европа Плюс    | 100,6 FM |
| Дорожное радио | 101,6 FM |
| Хит FM         | 104,3 FM |
| Comedy Radio   | 105,2 FM |
| Русское Радио  | 105,6 FM |

### Телевидение
В городе возможен просмотр одиннадцати эфирных телеканалов. Также работают первый и второй цифровые мультиплексы и четыре городских круглосуточных телеканала: «N1 — Первый Нижневартовский», «Мегаполис HD», «Самотлор-24», ТНР (Телевидение Нижневартовского района), вещающие в кабельных сетях города.

### Пресса
Местная пресса представлена газетами «Местное время» и «Варта».

## Нижневартовск в культуре
- В 1976 году киностудией «Мосфильм» в Нижневартовске были сняты некоторые эпизоды фильма «Безотцовщина». Ранее эти эпизоды планировали снять в соседнем от Нижневартовска городе (тогда ещё посёлке) Стрежевой Томской области.
- В 1978 году киностудией «Ленфильм» в Нижневартовске был снят Советско-чехословацкий художественный фильм «Трасса» о чехословацких специалистах, проводивших испытания грузовых автомобилей «Татра» в условиях Крайнего Севера.
- Нижневартовск упоминается в начале романа «Красный шторм поднимается» американского писателя Тома Клэнси. Действие разворачивается в середине 80-х. Радикальные исламисты-азербайджанцы взрывают крупнейший нефтеперерабатывающий завод в Нижневартовске, поставив под угрозу экономику Советского Союза.
- Нижневартовск упоминается в песне Бориса Гребенщикова «Туман над Янцзы»:

Ответь, Нижневартовск,
И, Харьков, ответь —
Давно ль по-китайски
Вы начали петь.

## Галерея

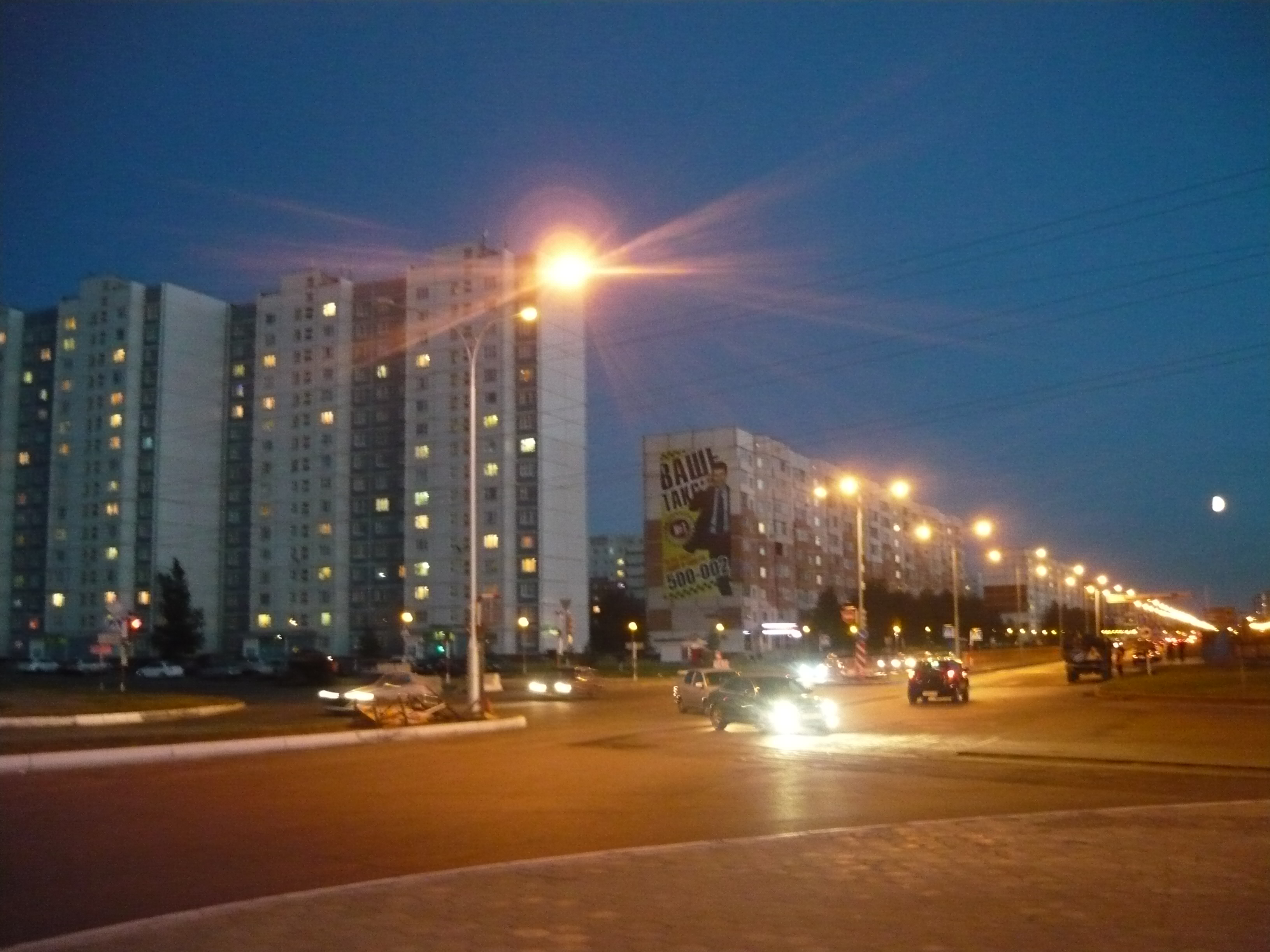
Улица Чапаева в ночном освещении
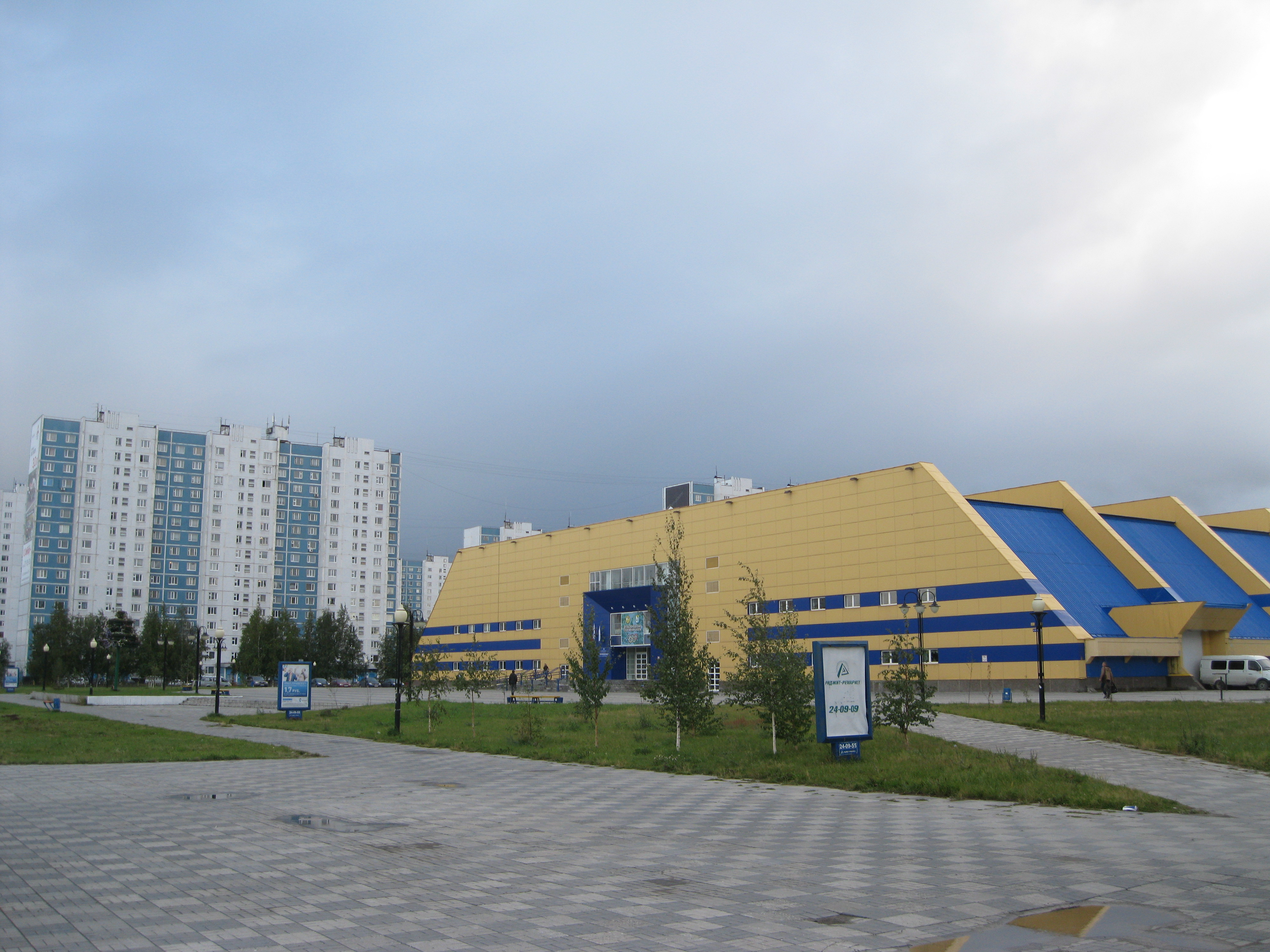
Спортивный комплекс «Олимпия»
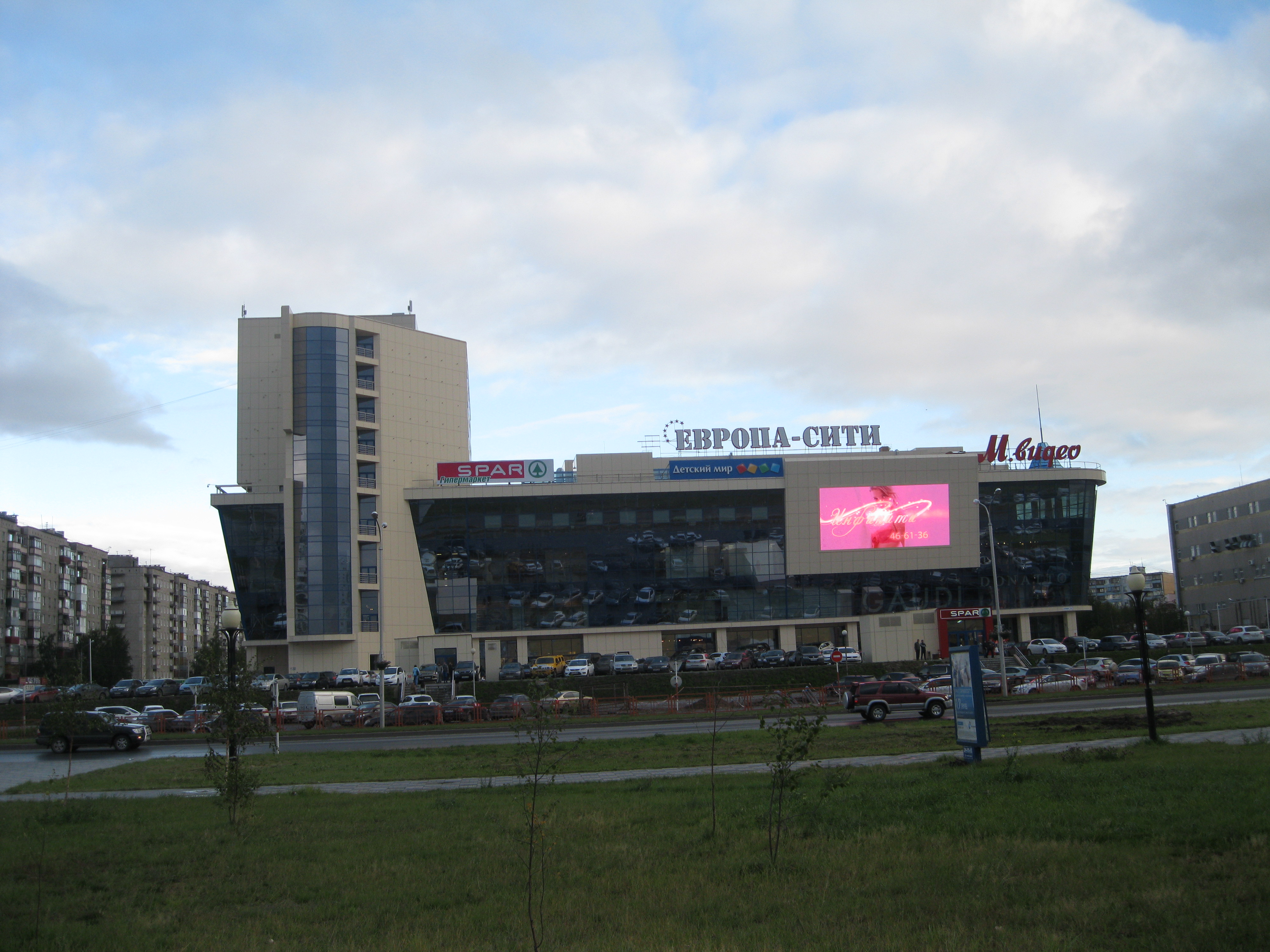
Торгово-развлекательный центр «Европа-Сити»
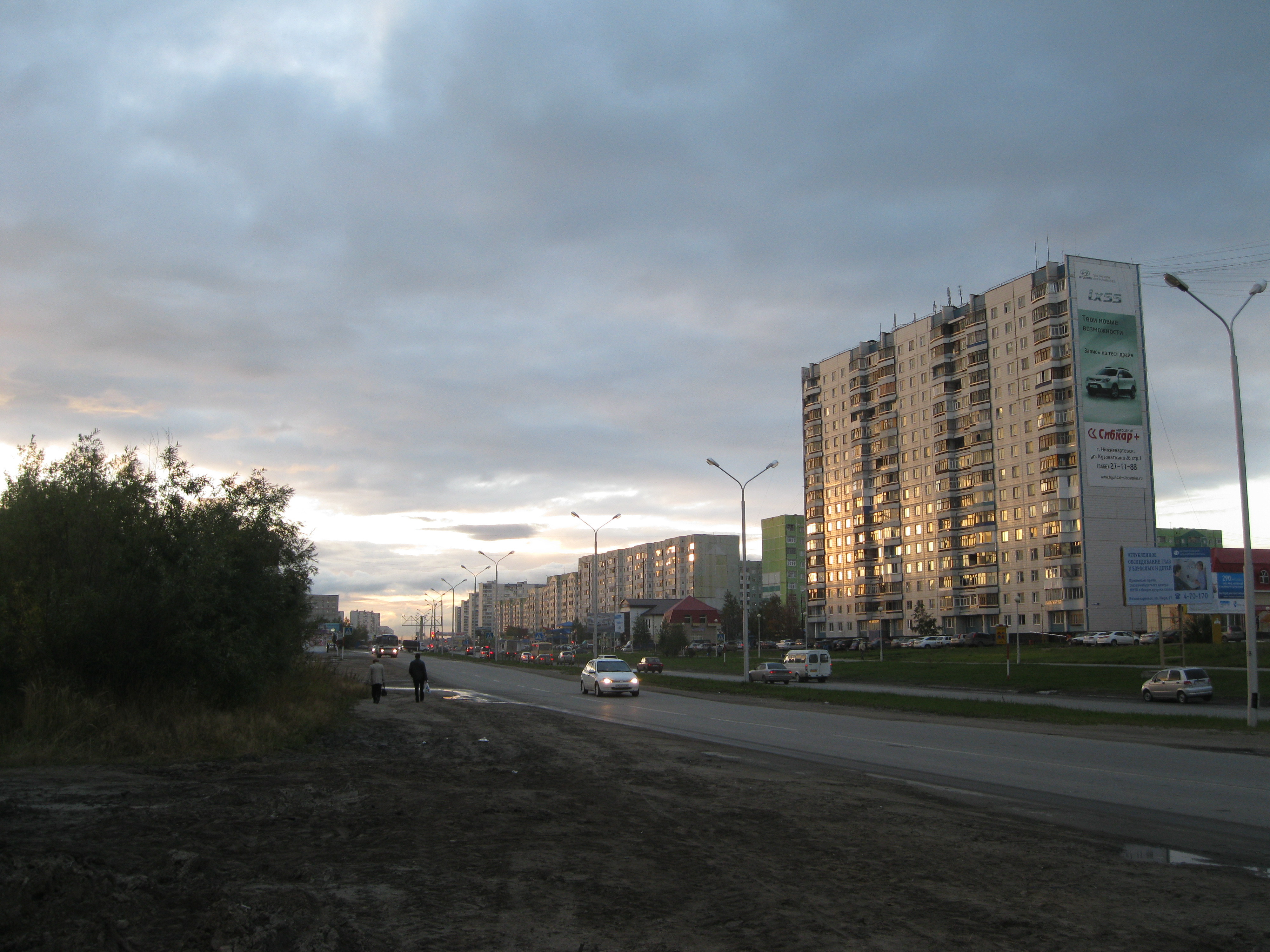
Улица Интернациональная
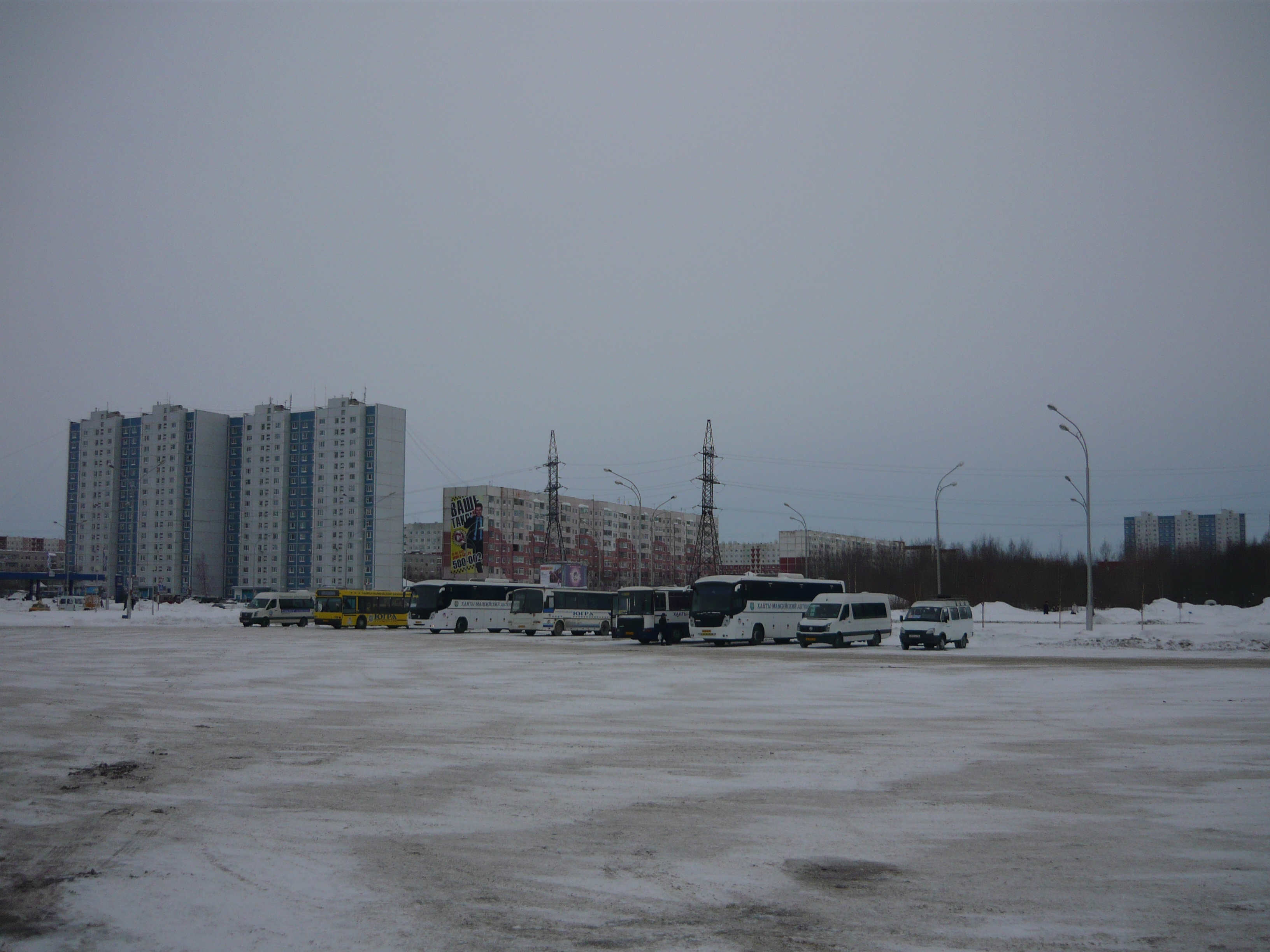
Стоянка автобусов на автовокзале
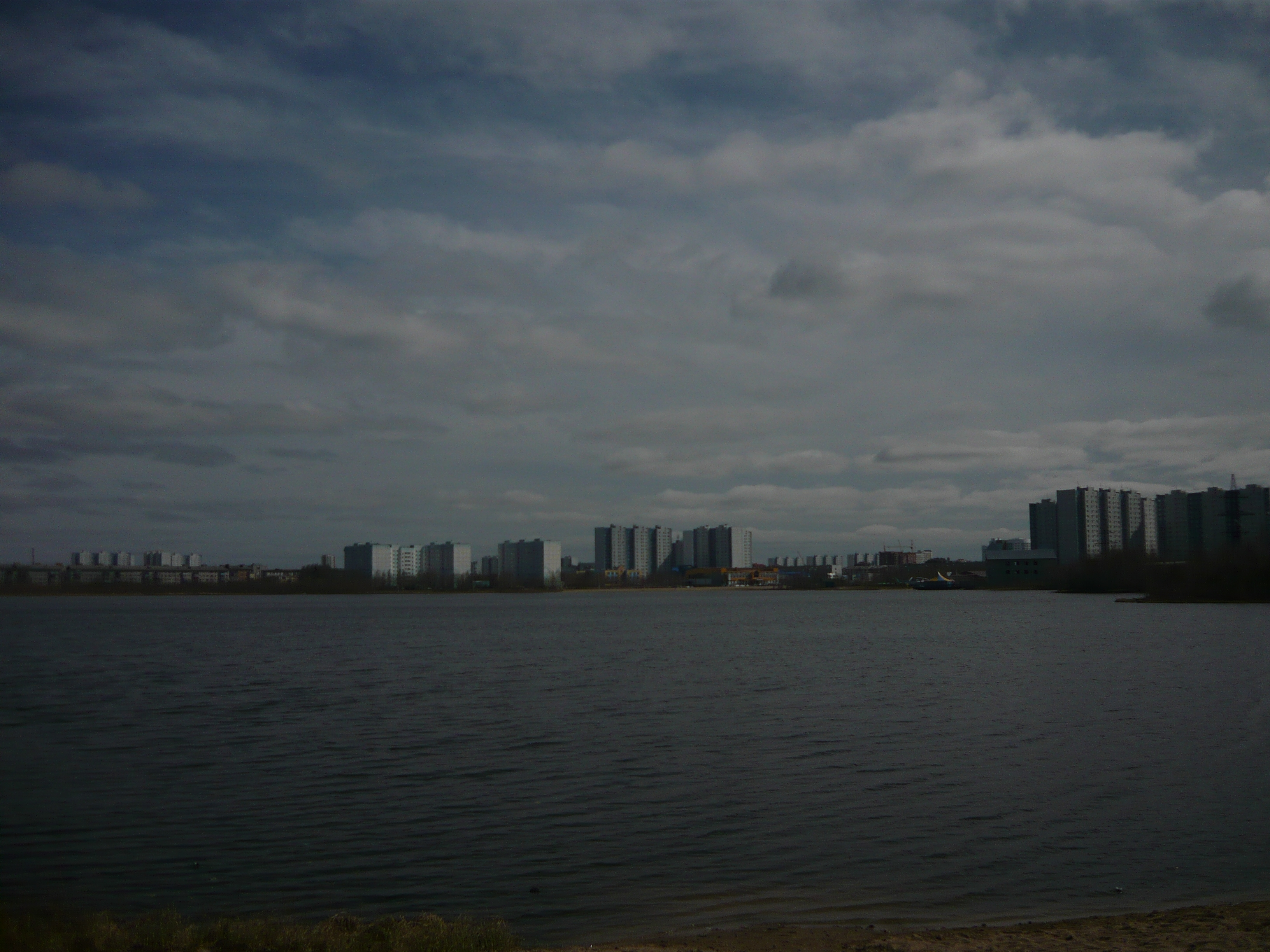
Комсомольское озеро